# Kladje (gmina Laško)
Kladje – wieś w Słowenii, w gminie Laško. W 2018 roku liczyła 25 mieszkańców.